# 蟎形總目
蟎形總目（学名：Acariformes）为蛛形纲的一个总目。这个总目里有351个科，超过32,000种已描述的物种，如果包括未描述的物种，估计共有440,000至929,000种。

## 下级分类
- 疥蟎目 Sarcoptiformes
  - 无气门亚目 Astigmatina
  - 甲螨亚目 Oribatida
- 绒螨目 Trombidiformes
  - 前气门亚目 Prostigmata
  - 跳螨亚目 Sphaerolichida

## 扩展阅读
- David Walter; Heather Proctor. . CABI Publishing. 1999. ISBN 978-0-85199-375-1.